# Adalsenda
Adalsenda o Adalsinda d'Hamage és una santa catòlica del segle VII. La seua festivitat se celebra el 5 de maig. És especialment venerada a Douai (França). Era filla de Rictruda de Marchiennes i Adalbert I d'Ostrevent, duc de Douai. Els seus germans Clotsinda, Mauranci i Eusèbia són també sants precongregacionals.